# L. Kecskés András
L. Kecskés András (Budapest, 1942. március 12. –) lant- és gitárművész, multi-instrumentalista (szoprán lant, reneszánsz lant, teorba, koboz, vihuela, szetár, dombra, doromb, furulya, rubebe, zongora), zeneszerző, zenetörténeti kutató, népdalgyűjtő, a régizene (musica antiqua – a nagy klasszikus zeneszerzők korát megelőző időszakok, a középkor, a reneszánsz és a barokk hangszeres zenéje) kutatásának, hangversenyeken történő bemutatásának egyik magyarországi kezdeményezője, a Kecskés Együttes művészeti vezetője. Elsőként játszott Magyarországon korhű, azaz autentikus lanttechnikával a XX. században.

## Életrajz
Az Óbudai Árpád Gimnáziumban 1959-ben a IV.a. osztály tanulója, 1960-ban érettségizett. A Bartók Béla Zeneművészeti és Hangszerészképző Gyakorló Szakgimnáziumban tanult 1962 és 1966 között gitár szakon Szendrey-Karper László tanítványaként. Érdeklődése ekkor egy régi pengetős hangszer, a lant felé fordult. 1965 és 1970 között a budapesti Nemzeti Színház szerződtetett muzsikusa. 1968-ban az Egyetemi Színpadon megrendezett Virágnak virága című lant-énekműsorával hívta fel magára a figyelmet.
1970-től 1975-ig a bécsi Zeneművészeti Főiskolára járt. Itt szerezte meg gitár- és lantművészi diplomáját Karl Scheit professzornál, és ezzel egy időben August Wenzingernél tanult viola da gamb szakon. 1975 és 1977 között a salzburgi Mozarteum hallgatója Nicolaus Harnoncourt professzor régizenei mesterkurzusán, 1974 és 1975 folyamán pedig további zeneművészeti diplomákat szerzett Michael Schäffer (Köln), Jiří Tichota (Prága) és M. Eugen Dombois (Bázel) professzorok innsbrucki mesterkurzusain. 1972-től kezdve tagja a régizenei berkekben világhírű, a Prof. Dr. René Clemencic által vezetett bécsi Clemencic Consortnak, melynek számos koncertturnéján vett részt és több tucat hanglemezén játszott. 
Magyarországon 1974-től a Collegium Musicummal (az 1978-ban megrendezett belgiumi Brugge régizenei versenyén a „régizenei együttes” kategóriának és közönség szavazatának győztese), 1977-től a Bakfark Bálint Lant Trióval, majd az 1981-ben alapított Kecskés Együttessel ért el sikereket és tette egyre ismertebbé és népszerűbbé a régizenét. Repertoárját egészen az ókori zenéig terjesztette ki. 
Számos népszerű rendezvénysorozat létrejöttének kezdeményezője volt: régizenei koncertek az Egyetemi Színpadon, Zenélő udvar a budai várban, Esztergomi Históriások, Visegrádi Palotajátékok, Győri Koboz- és Lantfesztivál, A Duna Ünnepe a nándorfehérvári diadal emléknapján, Bozóky Mihály népi énekversenyek. Lantprofesszorként oktatott régizenei kurzusokon. Groznjan: 1979, Zadar: 1980 (Jugoszlávia), Szombathely: 1981, Brüsszel: 1982 (Belgium), Royaumont: 1983 (Franciaország), Ráckeve: 1984-1987, Szentendre: 1988-2017. 
Hanglemezeit 1974-től a francia Harmonia Mundi és a Hungaroton jelentette meg, melyekből jó pár megkapta a Grand Prix besorolású zenei nagydíjat. Lantkoncertjeivel és különböző zenei formációival bejárta egész Európát, hónapokig turnézott Amerikában és Kanadában (1971-1972), Ausztráliában (1988) és Kínában (1998) 
A koncertezés mellett Európa számos könyvtárában és levéltárában folytatott értékes kutatómunkát. Kutatási eredményeit tematikus koncertek (több, mint hatvan féle zenei műsor) és a folyamatosan megjelenő tanulmányok, zenetörténeti könyvek tárják a világ elé. Fél évszázados kutatómunkájának eredményeit, az általa felfedezett vagy tabulatúrákból megfejtett darabokat írásban és hangfelvételben is megörökíti. Munkásságával – melyet több díjjal és kitüntetéssel is elismertek – a koncertkínálatot és a zenetudományt is gazdagítja. 
A visegrádi Szent György Lovagrend tagja. 2011 óta a Magyarország Érdemes Művésze díj címet viseli.

## Munkássága

### L. Kecskés András publikált zenetörténeti és egyéb művei
- Fresh Data to 16th Century Hungarian Dance-Music (Almande de Vngrie) Studia Musicologica Academiae Scientiarum Hungaricae T. 17, Fasc. 1/4 Akadémiai Kiadó, 1975
- A Siebenbürger Tantz (Erdélyi tánc) és a Rákóczi-nóta rokonsága. MTA, 1980
- Balassi és Esztergom; Balassa Bálint és az oláh pásztorleány keserves éneke. Dunakanyar, 1980/2
- Kritikai megjegyzések Balassi „A Gianeta Padovana nótájára” nótajelzéseihez. Dunakanyar 1980/4
- Az istenes énekek szerzője (Balassi Bálint). Dunakanyar, 1982/1
- Tánclejtés leírás két XVI. századi magyar vonatkozású tánchoz (Menyhárt Jacqueline-nal). Dunakanyar, 1983/2
- Gond nélkül azért vígan éneklek – Balassi nótajelzéseiről. Annales Strigoniensis, 1983
- Régi török zene Európában. Hungaroton kísérőszöveg, 1984
- A kuruc kor zeneköltészete. Hungaroton kísérőszöveg, 1990
- Lant-tabulatúra – virágének. Nógrád Megyei Múzeumok Évkönyve XI., 1985
- A kuruc kor zeneköltészete. Hungaroton kísérőszöveg, 1989
- Eltávozott közülünk Volly István zenetudós. Dunakanyar Folyóirat, 1992
- A fa – karácsonyi rege forradalommal (novella) Új Ember, 1999
- Európa szereti a régi magyar zenét. Ősi gyökér 39. évf. 4. sz. 2011
- Tinódi, az őstudó históriás. Ősi Gyökér, XLVI. évfolyam 3-4. szám. 2018
- A magyar zene évezredei I. Püski kiadó, 2021
- A magyar zene évezredei II. Püski kiadó, 2021

### Kötetei
- Dömös; szerk. Bárdos István; Száz Magyar Falu Könyvesháza Kht., Budapest, 2002 (Száz magyar falu könyvesháza)
- L. Kecskés András: Betekintés a magyar népének alázatos szolgája, Bozóky Mihály (1755–1829) kántor életébe és munkásságába. Kicsind, Esztergom, Dömös, Pilismarót; szerzői, Esztergom–Vác–Szentendre, 2017
- Arany János (1817–1882), a gitáros muzsikus; 2. jav., bőv. kiad.; MTA KIK, Szentendre–Budapest, 2018
- A magyar zene évezredei. Magyar vonatkozású hang- és zenetörténet avagy a magyar zene regénye; Püski, Budapest, 2020–
  - 1. A kezdetektől Attiláig (453-ig); 2020
  - 2. Az avaroktól az Árpádokig, 568–1301; 2021

### Hanghordozók

#### L. Kecskés András és a Kecskés Együttes fontosabb hangfelvételei
- Kecskés András – Közép-európai lantzene a 16-17. századból (1974) SLPX 11721
- András Kecskés – Le Luth A La Renaissance (1975) HM 766
- René Clemencic & András Kecskés – Flûtes À Bec, Luth Et Guitare (1975) HM 427
- Vandersteene, Clemencic, Kecskés – Les Plaisirs De La Renaissance. Danses Et Chansons (1976) HMU 963
- András Kecskés – Le Luth A La Renaissance II. (1979) HM 796
- Bakfark Bálint Lant Trió – Reneszánsz zene Erdélyben (1981) SLPX 12047
- Collegium Musicum & Drew Minter – Barokk zene korhű hangszereken (1982) SLPX 12193
- Kecskés Együttes, Clemencic, Vasseghi – Régi török zene Európában (1984) SLPX 12560
- Kecskés Együttes – Gaucelm Faidit Énekek ~ Trubadúr zene a 12-13. századból (1986) SLPD 12584
- Kecskés Együttes – A kuruc kor zenéje ~ A kuruc kor zeneköltészete (1990) SLPD 31267
- András Kecskés – Récital De Luth: Les maîtres de la Renaissance (1994) HMP 390766
- L. Kecskés András & Kuncz László – Balassa Éneki; Balassa Bálint énekelt versei (1994)
- Kecskés Együttes – Szent László a lovagkirály (1995)
- Kecskés Együttes – Mária, magyarok anyja (1995)
- Kecskés Együttes – Ókori zene, ókori hangszereken ~ Az antik világ zenéje (1995)
- Kecskés Együttes – Evangyéliumi szent lant ~ “Az igaz hitért mongy éneket” (1996)
- Kecskés Együttes – Egy könyv lanthoz való ~ “Verje Lantos Lantát!”(1996)
- Kecskés Együttes – Koboz is peng I-II. ~ Kobzosok és énekmondók a Kárpát-medencében (1997-98)
- Kecskés Együttes – Az 1848-49-es forradalom és szabadságharc dalai ~ Noszlopy Gáspár nemzetőr őrnagy emlékére (2003)
- Kecskés Együttes – A szentendrei dalmátok zenei hagyatéka (2004)
- Kecskés Együttes – „Magyar István király, országunk istápja” ~ Történelmi zene és Szent István (2005)
- Kecskés Együttes – Régi magyar Karácsony I. (2006)
- Kecskés Együttes – Árpád-házi Szent Erzsébet és a zene ~ koncertfelvétel (2007)
- Kecskés Együttes – Mátyás király zenés emlékezete (2008)
- Kecskés Együttes – Az Úr nevét síppal és dobbal, dicsérjük lanttal, kobozzal… (2009)
- Kecskés Együttes – Petőfi él! (2010)
- Kecskés Együttes – Verbunkosok ~ A toborzók zenéje (2011)
- Kecskés Együttes – Hallod-e pendítsd az lantot! ~ Válogatás a 2011-es európai koncertturné dalaiból (2011)
- Kecskés Együttes – Régi magyar Karácsony II. (2012)
- Kecskés Együttes – Muzsika a török hódoltság korából (2014)
- Kecskés Együttes – Kárpátalja Himnusza {Single} (2022)

#### L. Kecskés András a Clemencic Consort-al készített fontosabb hangfelvételei
- Clemencic Consort – Carmina Burana. Version Originale & Integrale. (1974) HM 335
- Clemencic Consort – Monteverdi: Il Combattimento Di Tancredi E Clorinda (1975) HM 986
- Clemencic Consort – Guillaume Dufay: Messe Ave Regina Coelorum (1975) HMB 985
- Clemencic Consort – Musique A La Cour De Marguerite D’Autriche (1976) HMU 990
- Clemencic Consort – Les Cantigas De Santa Maria I-II. (1976) HM 977-979
- Clemencic Consort – Carmina Burana 4. Version Originale & Integrale / L’Amour Et L’Argent (1976) HM 338
- Clemencic Consort – Troubadours (1977) HM 396-98
- René Clemencic – René Clemencic Et Ses Flûtes (1977) HM 384
- René Clemencic – Il Flauto Nella Musica Antica (1977) VST 6085
- René Clemencic – Benedetto Marcello: XII Suonate A Flauto Solo Con Il Suo Basso Continuo (1977) HM 974-76
- Clemencic Consort – Le Roman De Fauvel (1978) HM 994
- René Clemencic – Molière (Bande Original Du Film), (1978) HM 1020
- Clemencic Consort – Guillaume Dufay: Missa Caput (1978) HM 996
- Clemencic Consort – Danses Anciennes De Hongrie Et De Transylvanie (1978) HM 1003
- René Clemencic – Benedetto Marcello: The complete Recorder Sonates Op. 2 – vol. 1 (1978) HNH4083
- Ives Roqueta & Clemencic Consort – M’ausissi Caminar Cap Al Jorn (1978) VM 3 L 41
- René Clemencic – Œuvre Originales (1978) SC 109 4013
- Clemencic Consort – Carmina Burana. Version Originale & Integrale, Vol. 5 / Plaintes Mariales Du Jeu De La Passion (1979) HM 339
- Clemencic Consort – La Fête De L´âne (1980) HM 1036
- Clemencic Consort – Binchois: Chansons,Rondeaux, Ballades, Missa, Magnificat (1980) HM 10069
- Clemencic Consort – Johannes Ciconia: Madrigaux Et Ballades (1980) HMA 10068
- René Clemencic – Danses De La Renaissance (1982) HM 610
- Clemencic Consort – Ludwig Senfl: Motette / Lieder / Oden (1986) 149163
- Clemencic Consort – La Fiesta Del Asno ( Tradiciones Del Medievo), (1993) CB073
- Clemencic Consort – Ludus Danielis (Liturgical Drama Of The XII Century) (1996) ERM 188-2 ADD
- Clemencic Consort – Machaut: La Messe De Nostre Dame (2001) 74321 85289 2
- Clemencic Consort – Eine schöne Rose blüht: Weihnachtsmusik aus dem alten Ungarn (2006) OC 583

#### L. Kecskés András más közreműködései
- Various Artists – Musica Hungarica (1965)
- Béres Ferenc – Virágénekek (1971)
- Various Artists – Magyar udvarok zenéje (1973)
- Various Artists – Dictionnaire Des Instruments Anciens (1974)
- Ensemble Bella Musica De Vienne – Vienne Danses, 1850 (1979)
- André Heller – Verwunschen (1980) 31 797
- Fraternitas Musicorum – Peire Vidal: A Troubadour in Hungary (1981)
- Budapest Baroque Strings – Saltus Hungaricus (1984)
- Kulcs a muzsikához 11.: A hangszerekről és a zenekarokról (1988)
- Ladislaus Kunczius – Vivat Bacchus! (1997)
- dr Gy. Szabó András – Dsida Jenő: Psalmus Hungaricus és más versek (1997) L. Kecskés András (szerk.)
- Kóka Rozália mesemondó (& Kecskés Együttes) – Mátyás király rózsát nyitó ostornyele (2003)
- Vesztergám Miklós, Máté Ottília – …Halkan felsír a tárogató (2006)
- Csernyik János és Csernyik Mária: Csángó népdalok és mondák Lujzikalugarból (2004) L. Kecskés András (gyűjtő és szerk.)
- Maradjon Nálatok Jó Emlékezetem; Kobzos Kiss Tamás emlékére (2017)

## Díjai
- 1965: Kiváló Népművelő kitüntetés (1500 munkásszállási zeneműsorért)
- 1978: Brugge-i /Belgium/ koncertversenyen a „régizenei együttes” kategóriának és közönség szavazatának győztese
- 2000: Tinódi-lant díj
- 2002: A Magyar Köztársasági Érdemrend tisztikeresztjének kitüntetettje (amelyet akkor lelkiismereti okokból nem vett át)
- 2006: Bartók Béla Emlékdíj
- 2007: Pro Urbe díj, Szentendre
- 2010: Dömös község díszpolgára, a község monográfiájának megírásáért
- 2011: Magyarország Érdemes Művésze díj
- 2023: Magyarország Kiváló Művésze díj